# 拖網漁船

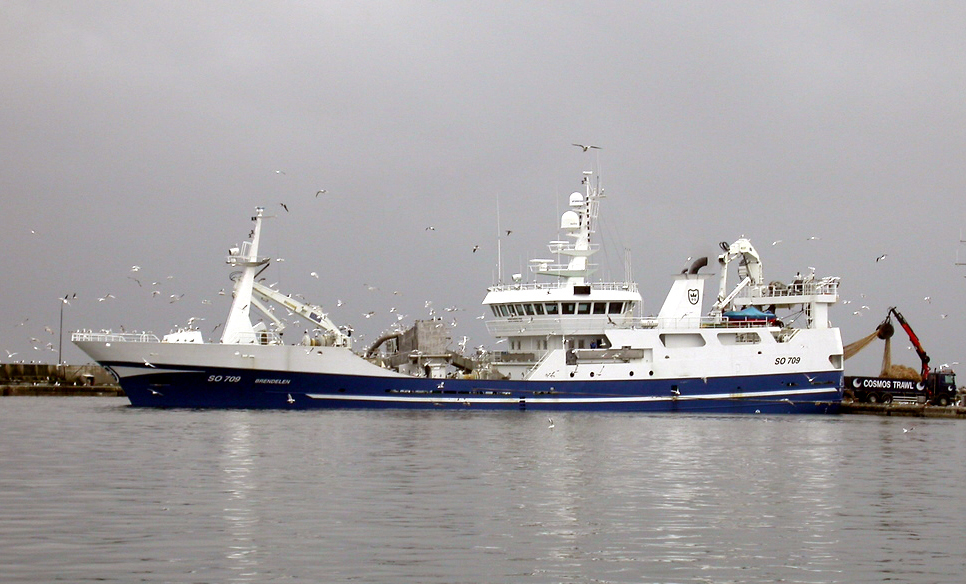
愛爾蘭的拖網漁船

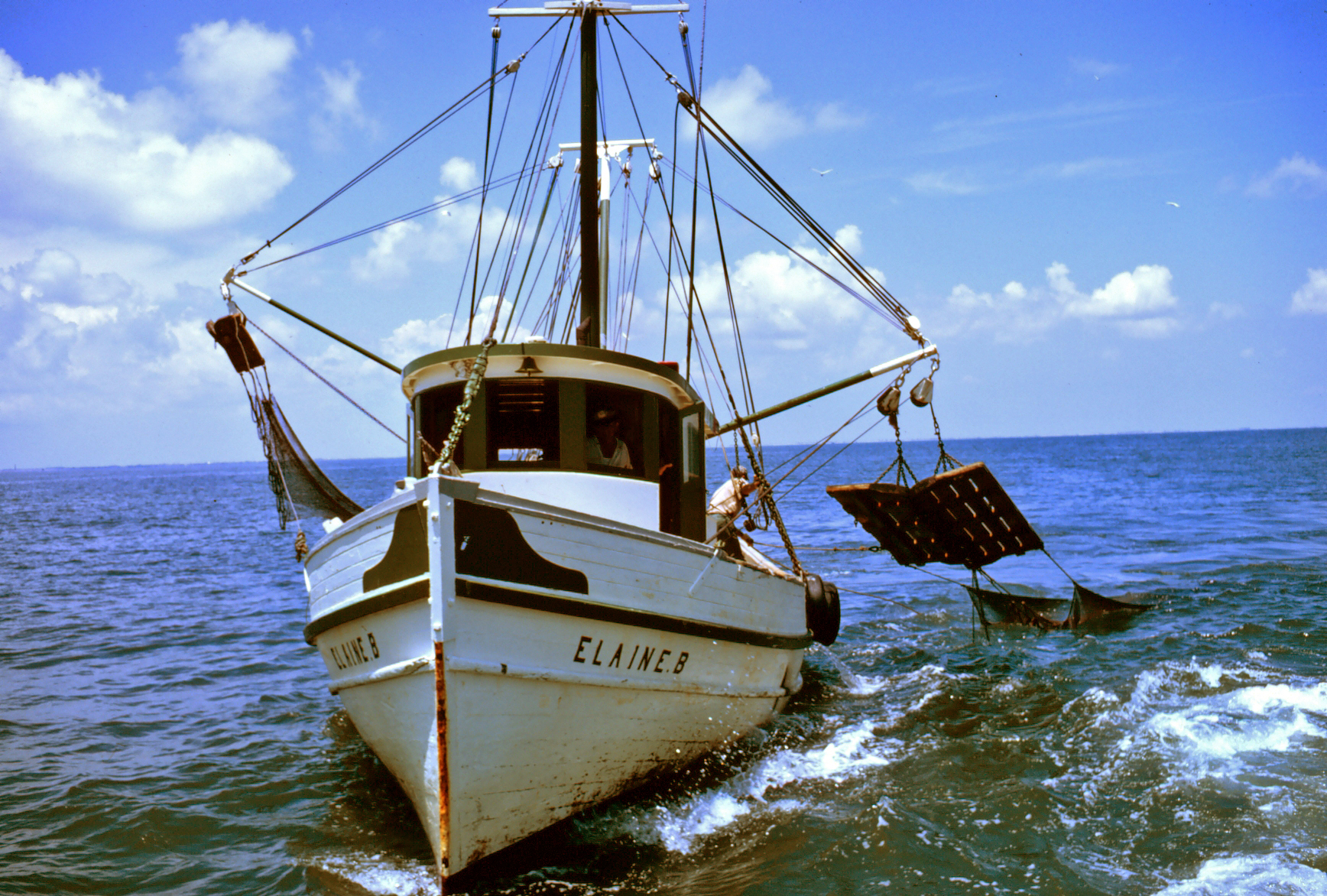
小型的拖網漁船

拖網漁船是一種商業漁船，設計用於經營拖網捕魚。拖網捕魚是一種捕魚方法，涉及在一艘或多艘拖網漁船後面的水中積極拖拽或拉動拖網。拖網是沿著海底或在指定深度的中水拉動的漁網。拖網漁船也可以同時操作兩個或多個拖網。
拖網漁具有許多變體，根據各地傳統、海底條件以及拖網漁船的大小和功率而有所不同。拖網船可以是只有30匹馬力（22 kW）的小型敞篷船，也可以是10,000匹馬力（7457 kW）的大型工廠船。拖網的變體包括束式拖網、大開口中水拖網和大型底拖網，例如「岩石漏斗」（rock hoppers），它們裝有重型橡膠輪，讓網在岩石底部爬行。

## 外部連結
- WorldFishingToday – Fishing vessels photos and data 的存檔，存档日期2010-03-28.
- Vigilance – A Brixham Trawler 的存檔，存档日期2006-10-29.
- Budding Rose – A Scottish Trawler （页面存档备份，存于）
- European Union Fishing Directorate （页面存档备份，存于）
- Pictures showing damage done by bottom trawlers （页面存档备份，存于）
- Trawler History
- Trawler Pictures – A Forum and Gallery Dedicated to Commercial Trawlers （页面存档备份，存于）
- Trawlers from the east coast of the UK